# San Gerardo (Chimborazo)
San Gerardo, auch als San Gerardo de Pacaicaguan bekannt, ist eine Ortschaft und eine Parroquia rural („ländliches Kirchspiel“) im Kanton Guano der ecuadorianischen Provinz Chimborazo. Die Parroquia besitzt eine Fläche von 7,12 km². Die Einwohnerzahl lag im Jahr 2010 bei 2439.

## Lage
Die Parroquia San Gerardo liegt im Anden-Hochal in Zentral-Ecuador. Der Río Guano fließt entlang der nordöstlichen Verwaltungsgrenze nach Osten. Im Südwesten grenzt das Gebiet an das nordöstliche Stadtgebiet von Riobamba. Der 2670 m hoch gelegene Hauptort befindet sich 4 km südöstlich vom Kantonshauptort Guano sowie 5 km nordöstlich vom Stadtzentrum der Provinzhauptstadt Riobamba.
Die Parroquia San Gerardo grenzt im Südosten an die Parroquia Cubijíes (Kanton Riobamba), im Südwesten an das Municipio von Riobamba sowie im Nordwesten und im Nordosten an das Municipio von Guano.

## Orte und Siedlungen
In der Parroquia gibt es folgende Caseríos: San Gerardo de Pacaicaguan und Olte.

## Geschichte
Die Parroquia San Gerardo wurde am 2. Dezember 1944 gegründet (Fecha de Creación). Am 15. Dezember 1944 wurde die Gründung der Parroquia und deren räumliche Abgrenzung im Registro Oficial N° 162 bekannt gegeben.